# زومبي ريزدنت إيفل
زومبي (ゾ ン ビ ، Zonbi ) هم أعداء متكررون داخل عالم خيالي لسلسلة ريزدنت إيفل، والمعروفة في اليابان باسم بيوهازرد Biohazard . ظهرو لأول مرة في لعبة فيديو عام 1996 ريزدنت إيفل.  مخلوقات الزومبي هي مخلوقات متحولة ذات دوافع لاكل لحوم البشر، ويتم شرح أصولها من منظور علمي. على النقيض من الزومبي في أعمال الرعب والخيال الأخرى حيث يتم تقديمها تقليديًا على أنها عائدات جسدية ذات أصول أسطورية وخارقة للطبيعة ، عادة ما يتم توليد الزومبي في سلسلة ريزدنت إيفل من خلال استخدام الأسلحة البيولوجية والتلاعب الجيني والتعايش الطفيلي . تضمنت الاجزاء اللاحقة من السلسلة أنواعًا أخرى من الزومبي والتي يتم تقديمها على أنها خصوم أكثر رشاقة وشراسة وذكاء.

كلب زومبي من لعبة Resident Evil 2 عام 1998